# Mato Grosso (Paraíba)
Pour les articles homonymes, voir Mato Grosso (homonymie).
Mato Grosso est une ville brésilienne du nord-ouest de l'État de la Paraíba.
Sa population était estimée à 2 601 habitants en 2007. La municipalité s'étend sur 84 km2.